# ターンバックル

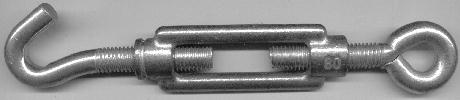
ターンバックル（片フック・片アイ型）

ターンバックル（turnbuckle）とは、ロープやワイヤーやタイロッドなどの張力を調節する装置である。金属製の胴の両端にネジ山が切られていて、一方は右ネジ、もう一方は左ネジ（逆ネジ）になっている。この胴を回転させることで両端に取り付けられたボルトが締め込まれ（あるいは緩められ）、張力を調節することができる。庭のフェンスで使われる細いケーブル用の10グラムほどのものから、建物や吊り橋の構造要素用の数千キログラムのものまで、張力の調節を必要とする幅広い用途で使われている。ボトルスクリューと呼ばれることもあり、船舶の艤装や荷締めにも使われている。